# Eusclera aureomaculata
Eusclera aureomaculata is een hooiwagen uit de familie Sclerosomatidae.